# Mistrovství Evropy ve volejbale mužů 2013
28. mistrovství Evropy ve volejbale mužů proběhlo ve dnech 20. – 29. září v Dánsku a Polsku.
Turnaje se zúčastnilo 16 družstev, rozdělených do čtyř čtyřčlenných skupin. Nejlepší mužstva s každé skupiny postoupila přímo do čtvrtfinále. Týmy na druhém a třetím místě se utkaly vyřazovacím systémem o účast ve čtvrtfinále. Dále následoval klasický play off systém. Mistrem Evropy se stali volejbalisté Ruska.
Systém bodování: za vítězství 3:0 a 3:1 jsou tři body, za vítězství 3:2 jsou dva body, prohru 2:3 je jeden bod a za prohru 1:3 a 0:3 je nula bodů.

## Pořadatelská města
| Odense          | Herning          | Aarhus          | Kodaň            | Sopoty           | Gdyně               |
| Arena Fyn       | Jyske Bank Boxen | NRGi Arena      | Parken           | Ergo Arena       | Gdynia Sports Arena |
| Arena Fyn       | Jyske Bank Boxen | NRGi Arena      | Parken           | Ergo Arena       | Gdynia Sports Arena |
| Kapacita: 5 000 | Kapacita: 12 000 | Kapacita: 5 001 | Kapacita: 20 000 | Kapacita: 11 409 | Kapacita: 5 500     |

## Kandidatura
Na uspořádání 28. mistrovství Evropy byly dva kandidáti:

 Dánsko -  Polsko (vítěz)

 Estonsko -  Finsko

## Kvalifikace
| Pořadatelé - Dánsko - Polsko | Přímý postup z ME 2011 - Bulharsko - Itálie - Rusko - Slovensko - Srbsko | Postup z Kvalifikace - Belgie - Bělorusko - Česko - Finsko - Francie - Německo - Nizozemsko - Slovinsko - Turecko |

## Výsledky a tabulky

### Základní část

#### Skupina A - Odense (Arena Fyn)
| Datum    | Čas   | Zápas              | Výsledek | Sety  | Sety  | Sety  | Sety  | Sety  | Míče    | Report |
| Datum    | Čas   | Zápas              | Výsledek | 1     | 2     | 3     | 4     | 5     | Míče    | Report |
| -------- | ----- | ------------------ | -------- | ----- | ----- | ----- | ----- | ----- | ------- | ------ |
| 20. září | 17:30 | Belgie - Bělorusko | 3:0      | 25:22 | 25:20 | 25:16 |       |       | 75:58   | Report |
| 20. září | 20:45 | Dánsko - Itálie    | 0:3      | 22:25 | 17:25 | 15:25 |       |       | 54:75   | Report |
| 21. září | 15:00 | Bělorusko - Itálie | 1:3      | 25:21 | 13:25 | 21:25 | 17:25 |       | 76:96   | Report |
| 21. září | 18:00 | Belgie - Dánsko    | 3:1      | 23:25 | 25:23 | 25:16 | 28:26 |       | 101:90  | Report |
| 22. září | 15:00 | Bělorusko - Dánsko | 2:3      | 21:25 | 25:17 | 25:23 | 20:25 | 11:15 | 102:105 | Report |
| 22. září | 18:00 | Itálie - Belgie    | 2:3      | 23:25 | 19:25 | 25:18 | 27:25 | 9:15  | 103:108 | Report |

| Poř | Země      | Body | Zápasy | Výhry | Prohry | Sety | Ratio | Míče    | Ratio |
| --- | --------- | ---- | ------ | ----- | ------ | ---- | ----- | ------- | ----- |
| 1.  | Belgie    | 8    | 3      | 3     | 0      | 9:3  | 3.000 | 284:251 | 1.131 |
| 2.  | Itálie    | 7    | 3      | 2     | 1      | 8:4  | 2.000 | 274:238 | 1.151 |
| 3.  | Dánsko    | 2    | 3      | 1     | 2      | 4:8  | 0.500 | 249:278 | 0.896 |
| 4.  | Bělorusko | 1    | 3      | 0     | 3      | 3:9  | 0.333 | 236:276 | 0.855 |

#### Skupina B - Gdaňsk, Sopoty (Ergo Arena)
| Datum    | Čas   | Zápas               | Výsledek | Sety  | Sety  | Sety  | Sety  | Sety  | Míče    | Report |
| Datum    | Čas   | Zápas               | Výsledek | 1     | 2     | 3     | 4     | 5     | Míče    | Report |
| -------- | ----- | ------------------- | -------- | ----- | ----- | ----- | ----- | ----- | ------- | ------ |
| 20. září | 17:00 | Francie - Slovensko | 3:0      | 25:20 | 35:33 | 28:26 |       |       | 88:79   | Report |
| 20. září | 20:00 | Polsko - Turecko    | 3:1      | 25:22 | 25:15 | 22:25 | 25:21 |       | 97:83   | Report |
| 21. září | 17:00 | Slovensko - Turecko | 3:2      | 18:25 | 16:25 | 25:20 | 25:21 | 19:17 | 103:108 | Report |
| 21. září | 20:00 | Francie - Polsko    | 3:1      | 25:22 | 25:23 | 20:25 | 25:20 |       | 95:90   | Report |
| 22. září | 17:00 | Turecko - Francie   | 1:3      | 21:25 | 23:25 | 25:18 | 23:25 |       | 92:93   | Report |
| 22. září | 20:00 | Slovensko - Polsko  | 1:3      | 24:26 | 25:20 | 19:25 | 22:25 |       | 90:96   | Report |

| Poř | Země      | Body | Zápasy | Výhry | Prohry | Sety | Ratio | Míče    | Ratio |
| --- | --------- | ---- | ------ | ----- | ------ | ---- | ----- | ------- | ----- |
| 1.  | Francie   | 9    | 3      | 3     | 0      | 9:2  | 4.500 | 276:261 | 1.057 |
| 2.  | Polsko    | 6    | 3      | 2     | 1      | 7:5  | 1.400 | 283:268 | 1.056 |
| 3.  | Slovensko | 2    | 3      | 1     | 2      | 4:8  | 0.500 | 272:292 | 0.932 |
| 4.  | Turecko   | 1    | 3      | 0     | 3      | 4:9  | 0.444 | 283:293 | 0.966 |

#### Skupina C - Herning (Jyske Bank Boxen)
| Datum    | Čas   | Zápas                  | Výsledek | Sety  | Sety  | Sety  | Sety  | Sety  | Míče   | Report |
| Datum    | Čas   | Zápas                  | Výsledek | 1     | 2     | 3     | 4     | 5     | Míče   | Report |
| -------- | ----- | ---------------------- | -------- | ----- | ----- | ----- | ----- | ----- | ------ | ------ |
| 20. září | 17:00 | Slovinsko - Srbsko     | 3:1      | 20:25 | 25:23 | 25:22 | 25:19 |       | 95:89  | Report |
| 20. září | 20:00 | Finsko - Nizozemsko    | 3:1      | 23:25 | 25:22 | 27:25 | 25:20 |       | 100:92 | Report |
| 21. září | 15:00 | Srbsko - Nizozemsko    | 3:2      | 18:25 | 19:25 | 25:15 | 25:17 | 15:12 | 102:94 | Report |
| 21. září | 18:00 | Slovinsko - Finsko     | 1:3      | 27:25 | 23:25 | 22:25 | 21:25 |       | 93:100 | Report |
| 22. září | 15:00 | Nizozemsko - Slovinsko | 3:1      | 19:25 | 25:19 | 25:22 | 25:23 |       | 93:89  | Report |
| 22. září | 18:00 | Srbsko - Finsko        | 3:0      | 25:20 | 25:23 | 25:15 |       |       | 75:58  | Report |

| Poř | Země       | Body | Zápasy | Výhry | Prohry | Sety | Ratio | Míče    | Ratio |
| --- | ---------- | ---- | ------ | ----- | ------ | ---- | ----- | ------- | ----- |
| 1.  | Finsko     | 6    | 3      | 2     | 1      | 6:5  | 1.200 | 258:260 | 0.992 |
| 2.  | Srbsko     | 5    | 3      | 2     | 1      | 7:5  | 1.400 | 266:247 | 1.077 |
| 3.  | Nizozemsko | 4    | 3      | 1     | 2      | 4:7  | 0.857 | 280:291 | 0.962 |
| 4.  | Slovinsko  | 3    | 3      | 1     | 2      | 5:7  | 0.714 | 277:283 | 0.979 |

#### Skupina D - Gdyně (Gdynia Sports Arena)
| Datum    | Čas   | Zápas               | Výsledek | Sety  | Sety  | Sety  | Sety  | Sety | Míče    | Report |
| Datum    | Čas   | Zápas               | Výsledek | 1     | 2     | 3     | 4     | 5    | Míče    | Report |
| -------- | ----- | ------------------- | -------- | ----- | ----- | ----- | ----- | ---- | ------- | ------ |
| 20. září | 17:00 | Rusko - Německo     | 0:3      | 20:25 | 23:25 | 19:25 |       |      | 62:75   | Report |
| 20. září | 20:00 | Česko - Bulharsko   | 1:3      | 15:25 | 18:25 | 25:22 | 21:25 |      | 79:97   | Report |
| 21. září | 15:00 | Německo - Bulharsko | 3:2      | 36:34 | 20:25 | 21:25 | 25:21 | 15:9 | 117:114 | Report |
| 21. září | 18:00 | Rusko - Česko       | 3:0      | 25:22 | 25:17 | 25:10 |       |      | 75:49   | Report |
| 22. září | 15:00 | Německo - Česko     | 3:0      | 25:13 | 25:23 | 25:20 |       |      | 75:56   | Report |
| 22. září | 18:00 | Bulharsko - Rusko   | 1:3      | 18:25 | 25:23 | 14:25 | 19:25 |      | 77:98   | Report |

| Poř | Země      | Body | Zápasy | Výhry | Prohry | Sety | Ratio | Míče    | Ratio |
| --- | --------- | ---- | ------ | ----- | ------ | ---- | ----- | ------- | ----- |
| 1.  | Německo   | 8    | 3      | 3     | 0      | 9:2  | 4.500 | 267:232 | 1.151 |
| 2.  | Rusko     | 6    | 3      | 2     | 1      | 6:4  | 1.500 | 235:201 | 1.169 |
| 3.  | Bulharsko | 4    | 3      | 1     | 2      | 6:7  | 0.857 | 288:294 | 0.980 |
| 4.  | Česko     | 0    | 3      | 0     | 3      | 1:9  | 0.111 | 203:247 | 0.822 |

### Play off

#### Osmifinále
| 24. září | 17:00 | Aarhus | Itálie - Nizozemsko | 3:1 | 24:26 | 25:18 | 25:21 | 25:18 |       | 99:83   | Report |
| 24. září | 17:00 | Sopoty | Rusko - Slovensko   | 3:0 | 25:20 | 25:14 | 25:21 |       |       | 75:55   | Report |
| 24. září | 20:00 | Aarhus | Srbsko - Dánsko     | 3:0 | 25:17 | 25:17 | 25:22 |       |       | 75:56   | Report |
| 24. září | 20:00 | Sopoty | Polsko - Bulharsko  | 2:3 | 25:22 | 25:22 | 20:25 | 24:26 | 16:18 | 110:113 | Report |

#### Čtvrtfinále
| 25. září | 17:00 | Sopoty | Francie - Rusko     | 1:3 | 17:25 | 25:17 | 22:25 | 21:25 |  | 85:92  | Report |
| 25. září | 17:00 | Aarhus | Finsko - Itálie     | 1:3 | 25:23 | 20:25 | 22:25 | 22:25 |  | 89:98  | Report |
| 25. září | 20:00 | Sopoty | Německo - Bulharsko | 1:3 | 30:28 | 25:27 | 22:25 | 20:25 |  | 93:105 | Report |
| 25. září | 20:00 | Aarhus | Belgie - Srbsko     | 1:3 | 22:25 | 25:22 | 28:30 | 18:25 |  | 93:102 | Report |

#### Semifinále
| 28. září | 15:00 | Kodaň | Srbsko - Rusko     | 1:3 | 19:25 | 26:24 | 23:25 | 15:25 |  | 83:99 | Report |
| 28. září | 18:00 | Kodaň | Itálie - Bulharsko | 3:1 | 19:25 | 25:22 | 25:15 | 25:22 |  | 94:84 | Report |

#### Finále
| 29. září | 18:00 | Kodaň | Rusko - Itálie | 3:1 | 25:20 | 25:22 | 22:25 | 25:17 |  | 97:84 | Report |

#### O 3. místo
| 29. září | 15:00 | Kodaň | Srbsko - Bulharsko | 3:0 | 25:22 | 32:30 | 27:25 |  |  | 84:77 | Report |

## Konečné pořadí
| 28.              | Mistrovství Evropy 2013 | Z | V | P | Sety  | B  |
| ---------------- | ----------------------- | - | - | - | ----- | -- |
| Zlatá medaile    | Rusko                   | 7 | 6 | 1 | 18:7  | 18 |
| Stříbrná medaile | Itálie                  | 7 | 5 | 2 | 18:10 | 16 |
| Bronzová medaile | Srbsko                  | 7 | 5 | 2 | 14:9  | 11 |
| 4.               | Bulharsko               | 7 | 3 | 4 | 13:13 | 9  |
| 5.               | Francie                 | 4 | 3 | 1 | 10:5  | 9  |
| 6.               | Německo                 | 4 | 3 | 1 | 10:5  | 8  |
| 7.               | Belgie                  | 4 | 3 | 1 | 10:6  | 8  |
| 8.               | Finsko                  | 4 | 2 | 2 | 7:8   | 6  |
| 9.               | Polsko                  | 4 | 2 | 2 | 9:8   | 7  |
| 10.              | Nizozemsko              | 4 | 1 | 3 | 7:10  | 4  |
| 11.              | Slovensko               | 4 | 1 | 3 | 4:11  | 2  |
| 12.              | Dánsko                  | 4 | 1 | 3 | 4:11  | 2  |
| 13.              | Slovinsko               | 3 | 1 | 2 | 5:7   | 3  |
| 14.              | Turecko                 | 3 | 0 | 3 | 4:9   | 1  |
| 15.              | Bělorusko               | 3 | 0 | 3 | 3:9   | 1  |
| 16.              | Česko                   | 3 | 0 | 3 | 1:9   | 0  |